# Björn Andersson (rokometaš)
Björn Andersson, švedski rokometaš, * 5. julij 1950.
Leta 1972 je na poletnih olimpijskih igrah v Münchnu v sestavi švedske rokometne reprezentance osvojil sedmo mesto.